# آلیمگولوو
آلیمگولوو (انگلیسی: Alimgulovo) یک شهرک در شهرستان کوگارچینسکی جمهوری باشقیرستان در کشور روسیه است.